# El Tala (marcha militar)
«El Tala» es una marcha militar argentina compuesta por el entonces capitán José Giribone, cuando revistaba en el Regimiento N.º 2 de Infantería en ocasión de intervenir en la batalla de El Tala, el 8 de noviembre de 1854, a orillas del arroyo del mismo nombre en la localidad de Río Tala, partido de San Pedro, Provincia de Buenos Aires, Argentina. Esta vibrante marcha militar, fue la preferida en las campañas de Cepeda, Pavón y el Paraguay. Actualmente se ejecuta para rendir honores a los generales de división.